# Симеон Метафраст
Симеон Метафраст (грец. Συμεών Μεταφραστής), інакше Симеон Логофет, Симеон Магістр (друга половина X століття — між 990 — 1000 роками або перша половина XI століття) — візантійський письменник, державний діяч.
Піднесення кар'єри відбулася за панування імператора Романа I Лакапіна. За імператора Костянтина VII отримав посаду протоасикрита (грец. πρωτοασηκρήτης) — начальника імператорської канцелярії, а згодом дромогологофета (очільника диплмоатії). 959 року за імператора Роман II отримав посаду логофета стратіотиків (відповідав за сплату платні легіонерам).
Вважається Церквою за преподобного, його пам'ять вшановують 9 листопада.
Автор мінологія — корпусу житій святих (148 текстів) під назвою «Книга, звана Раєм», прилаштованого до церковного календаря. Зокрема — житіє святого Григорія Великого Двоєслова, Папи Римського, Миколая Мирлікійського. Частину житій перероблено чи написано заново.